# Todo lo que no sé
Todo lo que no sé es una película española de drama de 2025, escrita y dirigida por Ana Lambarri Tellaeche en su ópera prima. Está protagonizada por Susana Abaitua. Se estrenó en el Festival de Málaga el 19 de marzo de 2025, y se estrenó en cines españoles el 25 de abril de 2025, con distribución de 39 Escalones Films.

## Trama
Laura (Susana Abaitua), una mujer de 35 años con una vida monótona, retoma un proyecto tecnológico por una propuesta de un antiguo compañero, lo que la lleva a tomar decisiones que alinean a aquellos en su entorno.

## Reparto
- Susana Abaitua como Laura
- Francesco Carril
- Natalia Huarte
- Andrés Lima
- Ane Gabarain
- Stephanie Magnin
- Iñaki Ardanaz
- Fran Cantos como Julián
- Mark Schardan como Matthew

## Producción
En septiembre de 2024, se anunció que el rodaje de la película Todo lo que no sé había comenzado en Madrid bajo la dirección de Ana Lambarri Tellaeche en su ópera prima, con Susana Abaitua como protagonista. Ane Gabarain, Andrés Lima, Francesco Carril, Natalia Huarte, Stéphanie Magnin e Iñaki Ardanaz también fueron confirmados como parte del reparto. En octubre de 2024, se anunció que el rodaje de la película había concluido.

## Lanzamiento y marketing
El 25 de febrero de 2025, se anunció que Todo lo que no sé se estrenaría en el Festival de Málaga el 19 de marzo de 2025. Poco después, 39 Escalones Films anunció que la película se estrenaría en cines el 25 de abril de 2025.